# تأثير ميزوميري

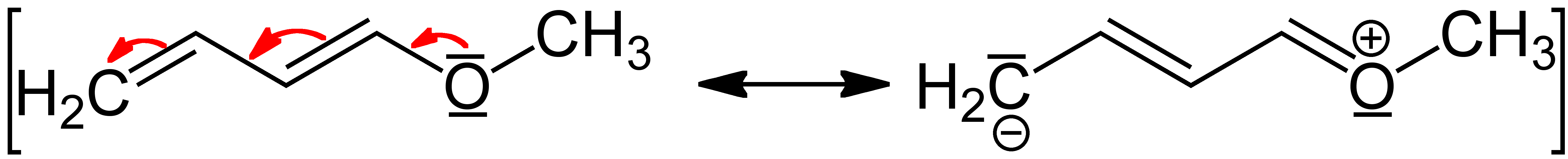
تأثير ميزوميري إيجابي +M لمجموعة ميثوكسي في إيثر

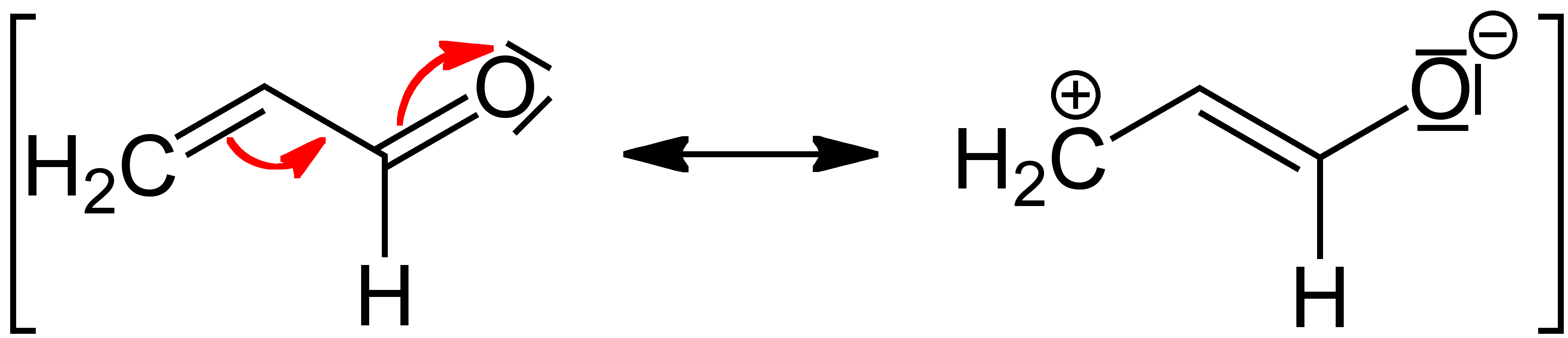
تأثير ميزوميري سلبي -M لمجموعة كربونيل في الأكرولين

التأثير الميزوميري في الكيمياء هو خاصة توجد لدى المستبدلات هو المجموعات الوظيفية في المركبات الكيميائية يمكن بموجبها إجراء توصيف نوعي لمدى مقدرة سحب الإلكترونات أو مانحة للإلكترونات اعتماداً على البنى الرنينية الموافقة.
كان الكيميائي كريستوفر كيلك إنغولد أول من طرح مبدأ التأثير الميزوميري وذلك سنة 1938 بديلاً عن مبدأ الرنين المرادف الذي طرحه لينوس باولنغ.

## التصنيف
يرمز لهذه الخاصة بالحرف رنين M، ويمكن التمييز بين التأثير الإيجابي (+M) عندما يكون المستبدل مانحاً للإلكترونات؛ في حين أن التأثير السلبي (–M) يكون للمجموعات الساحبة للإلكترونات
ترتيب المستبدلات ذات التأثير الميزوميري الإيجابي
O− > –NH2 > –NHR > –OR > –NHCOR > –OCOR > –Ph > –F > –Cl > –Br > –I–
ترتيب المستبدلات ذات التأثير الميزوميري السلبي
−NO2 > –CN > --S(=O)2−OH > –CHO > –C=O > –COOCOR > –COOR > COOH > –CONH2 > –COO–

## اقرأ أيضاً
- ظاهرة الرنين
- تأثير حثي